# Samuel Tcherassi
Ne doit pas être confondu avec Samuel Tcherassi (entrepreneur).
Samuel Tcherassi, né le 23 septembre 1963 à Barranquilla et mort le 29 mai 2014 dans la même ville, est un photographe colombien, notamment connu pour ses photos sur le carnaval de Barranquilla.

## Biographie

### Jeunesse
Samuel Tcherassi naît le 23 septembre 1963 à Barranquilla, en Colombie. Avec ses trois frères et sœurs, Margarita Rosa, Alfredo Enrique et Juan Carlos, il a pour parents Alfredo Tcherassi Guzmán et Rosita Barrera de Tcherassi, la fondatrice à Barranquilla de l'organisme sans but lucratif Hogares Crea (en français : foyers Crea) qui est voué à la prévention et au traitement de la toxicomanie sous toutes ses formes.
Il est diplômé au Colegio Liceo de Cervantes  en 1981,. Quatre ans plus tard, après des études en génie civil aux États-Unis, il part étudier la photographie, le cinéma et la publicité à l'Institut Brooks à Santa Barbara, en Californie, entre 1985 et 1988,. Il y obtient le premier prix en photographie durant quatre années consécutives,.

### Carrière de photographe
Sa carrière de photographe débute réellement en 1994, avec la parution dans le journal El Heraldo de sa première publication de photos dans la série Retratos costeños, avec l'aide de B. Fernández Renowitzky et Juan B. Fernández Noguera. Dans les années 1990, plusieurs de ses portraits de personnalités colombiennes sont publiés dans ce journal, tels que ceux d'Edgar Rentería, Carlos Valderrama, Iván Valenciano et Víctor Tamayo. Durant cette même période, il travaille dans les studios de la société américaine Panavision à Tarzana, en Californie, en tant qu'assistant d'équipes cinématographiques pour des publicités et des films à Hollywood. Cet emploi lui permettra de devenir directeur de la photographie et de la production de la revue Cromos. En 2004, il est directeur de l'Institut de la Culture et du Tourisme de Barranquilla. Pendant qu'il occupe ce poste, il promeut le développement d'espaces culturels tels que des tertulias littéraires et des conférences sur l'art.
Durant ses vingt ans de carrière, il publie 19 livres de photographies dépeignant les traditions autochtones de toute la Colombie. Il s'attarde plus particulièrement sur le carnaval de Barranquilla, se consacrant entre 2005 et 2011 à l'édition et à la production de livres pour la diffusion culturelle, la promotion et la sauvegarde du patrimoine culturel colombien. Ses photos ont été présentées dans de nombreuses expositions.
Tcherassi  réalise également, durant deux années, des cartes postales sur les principaux groupes folkloriques de la côte colombienne, de la région du café, de Medellín et de Boyacá. Son « idée est d'avoir des cartes postales qui montrent la beauté de toute la Colombie ». Son travail est ensuite destiné à des multinationales chargées de diffuser sa collection de cartes postales qui était composée, en 2004, de 200 pièces dont 48 consacrées au carnaval de sa ville natale. Il reçoit deux récompenses en reconnaissance de son travail culturel, El garabato de oro et la Cayena de Or, soulignant ainsi son engagement auprès des divers groupes folkloriques. 

### Mort
Samuel Tcherassi meurt le 29 mai 2014 d'un cancer du côlon à l'âge de 50 ans, laissant son épouse, Andrea Zambrano, et ses deux enfants, Mia Rosa Abigail et Luciano Emmanuel. Le 2 juin, ses funérailles ont lieu à l'église Santa Teresita, dans le barrio Villa Santos, au nord de Barranquilla. L'eucharistie est célébrée par Monseigneur Víctor Tamayo et une dizaine de prêtres. De nombreux éloges sur l'œuvre de Tcherassi y sont prononcés. Par ailleurs, le gouverneur de l'Atlántico, José Antonio Segebre (es), a rendu hommage à l'apport réalisé par le photographe pour la culture du département : « Nous disons au revoir à un être humain qui s'est entièrement consacré aux êtres humains. Les autorités ont le droit moral et légal d'exalter la mémoire de ceux qui ont servi la Colombie. Samuel compta parmi les meilleurs promoteurs de Barranquilla, de ce que nous sommes en tant que peuple. ». Pour le travail accompli par Tcherassi, le Département a également publié le décret no 000295 de 2014 dans lequel les articles 1 et 2, respectivement, rendent hommage à titre posthume au photographe, le considérant comme un exemple pour les générations présentes et futures colombiennes, et présentent leurs condoléances à la famille. 
À la fin du mois d'octobre 2014, la directrice du Carnaval de Barranquilla, Carla Celia, officialise la programmation de l'édition 2015. À cette occasion, l'affiche officielle de cet évènement y est dévoilée et rend honneur à Tcherassi, puisqu'il s'agit d'un de ses clichés du carnaval, intitulé « Carnaval, imaginario infinito » (en français : Le Carnaval, une imagination infinie). La devise de cette édition reprend également une de ses phrases populaires, « Sacúdete Carnavalero ».

## Récompenses
- Médaille Puerta de Oro de Colombia y Ciudad de Barranquilla[2]
- Médaille Cayena de Oro[2]
- El garabato de oro[1]

## Publications
- 1997 : Retratos costeños
- 1998 : Carnaval de Barranquilla: virtudes, expresiones y vivencias
- 1999 : Farandulearías y pregones de 1999
- 2001 : Farandulearías y pregones del 2001
- 2002 : El mundo de las cuatro estaciones
- 2005 : Carnaval de Barranquilla panorámico
- 2007 : Tradiciones folclóricas del departamento del atlántico
- 2008 : Carnaval de Barranquilla 2008
- 2008 : Feria de las flores 50 años
- 2009 : Edición Especial Tigo
- 2009 : La Cumbia, la Reina del Carnaval
- 2010-2011 : Magdalena

Il a également publié des livres de photos illustrant plusieurs éditions du carnaval de Barranquilla : Carnaval de Barranquilla 2009 – 2010, Carnaval de Barranquilla 2010- 2011 et Carnaval de Barranquilla 2011-2012.